# Karlee Bispo
Karlee Delane Bispo (ur. 14 stycznia 1990 w Modesto) – amerykańska pływaczka, specjalizująca się w stylu dowolnym.
W 2013 roku została mistrzynią świata w Barcelonie w sztafecie 4 × 200 m stylem dowolnym (razem z Katie Ledecky, Shannon Vreeland, Melissa Franklin, Chelsea Chenault, Madeline DiRado oraz Jordan Mattern).